# Campionati del mondo di canottaggio 2001
I Campionati del mondo di canottaggio 2001 si sono svolti tra il 19 e il 26 agosto a Lucerna, in Svizzera.

## Medagliere
| Posizione | Paese         |    |    |    | Totale |
| --------- | ------------- | -- | -- | -- | ------ |
| 1         | Germania      | 6  | 1  | 2  | 9      |
| 2         | Regno Unito   | 4  | 0  | 1  | 5      |
| 3         | Irlanda       | 3  | 0  | 0  | 3      |
| 4         | Italia        | 2  | 3  | 3  | 8      |
| 5         | Francia       | 2  | 1  | 2  | 5      |
| 5         | Romania       | 2  | 1  | 2  | 5      |
| 7         | Australia     | 2  | 0  | 0  | 2      |
| 8         | Austria       | 1  | 0  | 0  | 1      |
| 8         | Ungheria      | 1  | 0  | 0  | 1      |
| 8         | Norvegia      | 1  | 0  | 0  | 1      |
| 11        | Paesi Bassi   | 0  | 3  | 1  | 4      |
| 12        | Danimarca     | 0  | 3  | 0  | 3      |
| 12        | Nuova Zelanda | 0  | 3  | 0  | 3      |
| 14        | Polonia       | 0  | 2  | 0  | 2      |
| 15        | Bielorussia   | 0  | 1  | 2  | 3      |
| 15        | Stati Uniti   | 0  | 1  | 2  | 3      |
| 17        | Slovenia      | 0  | 1  | 1  | 2      |
| 18        | Croazia       | 0  | 1  | 0  | 1      |
| 18        | Grecia        | 0  | 1  | 0  | 1      |
| 18        | Russia        | 0  | 1  | 0  | 1      |
| 18        | Jugoslavia    | 0  | 1  | 0  | 1      |
| 22        | Rep. Ceca     | 0  | 0  | 2  | 2      |
| 22        | Giappone      | 0  | 0  | 2  | 2      |
| 24        | Argentina     | 0  | 0  | 1  | 1      |
| 24        | Canada        | 0  | 0  | 1  | 1      |
| 24        | Sudafrica     | 0  | 0  | 1  | 1      |
| 24        | Svizzera      | 0  | 0  | 1  | 1      |
| Totale    | Totale        | 24 | 24 | 24 | 72     |

## Podi

### Maschili
| Evento | Oro | Perform. | Argento | Perform. | Bronzo | Perform. |
| M1x    | Norvegia Olaf Tufte | 6:43.04  | Slovenia Iztok Čop | 6:43.36  | Rep. Ceca Vaclav Chalupa Jr | 6:43.62  |
| M2x    | Ungheria Akos Haller (b) Tibor Peto (s) | 6:14.16  | Francia Adrien Hardy (b) Sebastien Vieilledent (s) | 6:14.29  | Italia Rossano Galtarossa (b) Alessio Sartori (s) | 6:14.43  |
| M4x    | Germania Christian Schreiber (b) Andre Willms (2) Marco Geisler (3) Andreas Hajek (s) | 5:40.89  | Paesi Bassi Geert Cirkel (b) Dirk Lippits (2) Diederik Simon (3) Michiel Bartman (s) | 5:42.64  | Italia Nicola Sartori (b) Mattia Righetti (2) Franco Berra (3) Simone Raineri (s) | 5:42.87  |
| M2-    | Regno Unito James Cracknell (b) Matthew Pinsent (s) | 6:27.57  | Jugoslavia Djordje Visacki (b) Nikola Stojic (s) | 6:27.59  | Sudafrica Ramon Di Clemente (b) Donovan Cech (s) | 6:29.31  |
| M4-    | Regno Unito Toby Garbett (b) Steve Williams (2) Ed Coode (3) Rick Dunn (s) | 5:48.98  | Germania Sebastian Thormann (b) Paul Dienstbach (2) Philipp Stueer (3) Bernd Heidicker (s)                                                                                               | 5:50.56  | Slovenia Jani Klemencic (b) Milan Jansa (2) Rok Kolander (3) Matej Prelog (s) | 5:52.23  |
| M2+    | Regno Unito James Cracknell (b) Matthew Pinsent (s) Neil Chugani (c) | 6:49.33  | Italia Mattia Trombetta (b) Lorenzo Carboncini (s) Andrea Monizza (c) | 6:49.75  | Romania Cornel Nemtoc (b) Ioan Florariu (s) Marin Gheorghe (c) | 6:54.45  |
| M4+    | Francia Gilles Bosquet (b) Vincent Gazan (2) Vincent Millot (3) Sidney Chouraqui (s) Cristophe Lattaignant (c)                                                                                   | 6:08.25  | Italia Luca Agamennoni (b) Edoardo Verzotti (2) Massimo Cascone (3) Luca Ghezzi (s) Gianluca Barattolo (c)                                                                               | 6:09.71  | Regno Unito Chris Martin (b) Henry Adams (2) Alex Partridge (3) Dan Ouseley (s) Peter Rudge (c)                                                                                        | 6:11.62  |
| M8+    | Romania Daniel Mastacan (b) Florin Corbeanu (2) Cornel Nemtoc (3) Ioan Florariu (4) Ovidiu Cornea (5) Andrei Banica (6) Gheorghe Pirvan (7) Vasile Mastacan (s) Marin Gheorghe (c)               | 5:27.48  | Croazia Oliver Martinov (b) Damir Vucicic (2) Tomislav Smoljanovic (3) Nikša Skelin (4) Siniša Skelin (5) Kresimir Culjak (6) Igor Boraska (7) Branimir Vujevic (s) Silvijo Petrisko (c) | 5:28.47  | Germania Sebastian Schulte (b) Thorsten Engelmann (2) Johannes Dobershütz (3) Stephan Koltzk (4) Jörg Diessner (5) Enrico Schnabel (6) Ulf Siems (7) Michael Ruhe (s) Peter Thiede (c) | 5:29.41  |
| LM1x   | Irlanda Sam Lynch | 6:49.38  | Italia Stefano Basalini | 6:51.71  | Rep. Ceca Michal Vabrousek | 6:53.02  |
| LM2x   | Italia Elia Luini (b) Leonardo Pettinari (s) | 6:16.75  | Polonia Tomasz Kucharski (b) Robert Sycz (s) | 6:19.45  | Francia Fabrice Moreau (b) Thibaud Chapelle (s) | 6:20.30  |
| LM4x   | Italia Daniele Gilardoni (b) Luca Moncada (2) Mauro Baccelli (3) Filippo Mannucci (s) | 5:50.76  | Grecia Nikolaos Skiathitis (b) Ioannis Korkouritis (2) Vasileios Polymeros (3) Panagiotis Miliotis (s)                                                                                   | 5:52.87  | Giappone Akio Yano (b) Hitoshi Hase (2) Atsushi Obata (3) Kazuaki Mimoto (s) | 5:54.19  |
| LM2-   | Irlanda Gearoid Towey (b) Tony O'Connor (s) | 6:34.72  | Paesi Bassi Simon Kolkman (b) Robert van der Vooren (s) | 6:36.40  | Italia Massimo Guglielmi (b) Giuseppe Del Gaudio (s) | 6:36.99  |
| LM4-   | Austria Sebastian Sageder (b) Bernd Wakolbinger (2) Wolfgang Sigl (3) Martin Kobau (s) | 5:53.55  | Danimarca Thomas Ebert (b) Thor Kristensen (2) Soeren Madsen (3) Eskild Ebbesen (s) | 5:54.36  | Francia Laurent Porchier (b) Jean-Christophe Bette (2) Yves Hocde (3) Xavier Dorfman (s)                                                                                               | 5:55.55  |
| LM8+   | Francia Jean-Babtiste Dupy (b) Erwan Peron (2) Laurent Porchier (3) Franck Bussiere (4) Pascal Touron (5) Jean-Christophe Bette (6) Yves Hocde (7) Xavier Dorfman (s) Christophe Lattaignant (c) | 5:37.21  | Danimarca Morten Riis (b) Stephan Moelvig (2) Thomas Croft (3) Kenneth Buelow (4) Rasmus Hjortshoej (5) Svend Pedersen (6) Jesper Krogh (7) Morten Hansen (s) Sebastian Claus (c)        | 5:37.99  | Stati Uniti Erik Miller (b) Eric Feins (2) Gavin Blackmore (3) Thomas Paradiso (4) Josh Cashman (5) Ben Cotting-Gagne (6) John Wall (7) Eric Kratochvil (s) Bill McManus (c)           | 5:38.80  |

### Femminili
| Evento | Oro | Perform. | Argento | Perform. | Bronzo | Perform. |
| W1x    | Germania Katrin Rutschow | 7:19.25  | Russia Julia Levina | 7:23.28  | Bielorussia Ekaterina Karsten-Khodotovitch | 7:25.18  |
| W2x    | Germania Kathrin Boron (b) Kerstin El Qalqili-Kowalski (s) | 6:50.20  | Nuova Zelanda Georgina Evers-Swindell (b) Caroline Evers-Swindell (s) | 6:51.73  | Bielorussia Ekaterina Karsten-Khodotovitch (b) Volna Berazniova (s) | 6:52.72  |
| W4x    | Germania Peggy Waleska (b) Marita Scholz (2) Manuela Lutze (3) Manja Kowalski (s)                                                                                      | 6:12.95  | Nuova Zelanda Sonia Waddell-Scown (b) Paula Twining (2) Caroline Evers-Swindell (3) Georgina Evers-Swindell (s)                                                                                               | 6:15.35  | Stati Uniti Sarah Jones (b) Carol Skricki (2) Hilary Gehman (3) Laura Rauchfuss (s)                                                                                       | 6:18.30  |
| W2-    | Romania Georgeta Damian-Andrunache (b) Viorica Susanu (s) | 7:01.27  | Bielorussia Olga Tratsevskaya (b) Yuliya Bichyk (s) | 7:03.51  | Canada Jacqui Cook (b) Karen Clark (s) | 7:05.52  |
| W4-    | Australia Jane Robinson (b) Julia Wilson (2) Jo Lutz (3) Victoria Roberts (s)                                                                                          | 6:27.23  | Nuova Zelanda Jackie Abraham-Lawrie (b) Kate Robinson (2) Rochelle Saunders (3) Nicola Coles (s) | 6:28.58  | Paesi Bassi Christine Vink (b) Carin ter Beek (2) Anneke Venema (3) Femke Dekker (s)                                                                                      | 6:30.81  |
| W8+    | Australia Jodi Winter (b) Jo Lutz (2) Julia Wilson (3) Jane Robinson (4) Emily Martin (5) Rebecca Sattin (6) Victoria Roberts (7) Kristina Larsen (s) Carly Bilson (c) | 6:03.66  | Romania Elena Pirvan (b) Aurica Bărăscu (2) Natalita Berteanu-Pelin (3) Elena Gavrilescu (4) Mihaela Nastasa (5) Doina Spircu-Craciun (6) Georgeta Damian-Andrunache (7) Viorica Susanu (s) Rodica Anghel (c) | 6:04.96  | Germania Silke Günther (b) Anja Pyritz (2) Dana Pyritz (3) Britta Holthaus (4) Susanne Schmidt (5) Sandra Goldbach (6) Maja Tucholke (7) Lenka Wech (s) Annina Ruppel (c) | 6:05.32  |
| LW1x   | Irlanda Sinead Jennings | 7:33.20  | Paesi Bassi Mirjam ter Beek | 7:34.43  | Svizzera Pia Vogel | 7:36.26  |
| LW2x   | Germania Janet Raduenzel (b) Claudia Blasberg (s) | 6:55.55  | Polonia Katarzyna Demianiuk (b) Ilona Mokronowska (s) | 6:58.02  | Romania Monica Eremia-Stan (b) Irina Acsinte (s) | 6:58.97  |
| LW4x   | Germania Svenja Zurkuhl (b) Karin Maier (2) Anna Kleinz (3) Daniela Reimer (s)                                                                                         | 6:42.19  | Danimarca Luise Jensen (b) Lise Poulsen (2) Susanne Antonsen (3) Karen Jensen (s) | 6:43.82  | Giappone Maho Fukuda (b) Mako Ozawa (2) Kahori Uchiyama (3) Emiko Takai (s)                                                                                               | 6:46.61  |
| LW2-   | Regno Unito Sarah Birch (b) Jo Nitsch (s) | 7:23.00  | Stati Uniti Suzanne Walther (b) Michelle Borkhuis (s) | 7:25.37  | Argentina Patricia Conte (b) Elina Urbano (s) | 7:26.02  |